# 올리 마키의 가장 행복한 날
올리 마키의 가장 행복한 날(Hymyileva mies, The Happiest Day in the Life of Olli Maki)은 독일에서 제작된 유호 쿠오스마넨 감독의 2016년 멜로/로맨스, 드라마 영화이다. 에로 밀로노프 등이 주연으로 출연하였다.

## 출연

### 주연
- 에로 밀로노프 - 엘리스 역
- 자코 라티 - 올리 역
- 우나 아이롤라 - 라이야 역

### 조연
- 요안나 하르티 - 라일라 역
- 존 보스코 주니어 - 대비 역